# Liste des conseillers nationaux du canton d'Appenzell Rhodes-Extérieures
Cette page liste les représentants du canton d'Appenzell Rhodes-Extérieures au Conseil national depuis la création de l'État fédéral en 1848.

## Abréviations des partis
- AdI : Alliance des Indépendants
- PLR : Parti libéral-radical
- PRD : Parti radical-démocratique
- PSS : Parti socialiste suisse
- UDC : Union démocratique du centre

Autres tendances et mouvements politiques :
- CL : Centre libéral
- GL : Gauche libérale

## Liste
| Nom                       | Parti  | Mandat    | Né   | Mort |
| ------------------------- | ------ | --------- | ---- | ---- |
| Hermann Altherr           | PRD    | 1905–1911 | 1848 | 1927 |
| Gustav Altherr            | PRD    | 1931–1935 | 1870 | 1954 |
| Hans Ulrich Baumberger    | PRD    | 1971–1975 | 1932 |      |
| Jakob Bruderer            | PRD    | 1951–1955 | 1890 | 1966 |
| Andrea Caroni             | PLR    | 2011–2015 | 1980 |      |
| Johann Konrad Eisenhut    | CL/PRD | 1893–1908 | 1843 | 1916 |
| Johann Ulrich Eisenhut    | CL     | 1883–1890 | 1823 | 1890 |
| Johannes Eisenhut         | PRD    | 1911–1931 | 1856 | 1947 |
| Arthur Eugster            | PRD    | 1902–1921 | 1863 | 1922 |
| Howard Eugster            | PSS    | 1908–1932 | 1861 | 1932 |
| Johannes Fässler          | GL     | 1878–1881 | 1824 | 1881 |
| Peter Flisch              | PSS    | 1932–1955 | 1886 | 1977 |
| Jakob Freund              | UDC    | 1995–2003 | 1946 |      |
| Hans-Rudolf Früh          | PRD    | 1975–1995 | 1936 |      |
| Christian Graf            | GL     | 1873–1878 | 1821 | 1898 |
| Johann Heinrich Heim      | GL     | 1848–1851 | 1802 | 1876 |
| Alfred Hofstetter         | PRD    | 1921–1931 | 1869 | 1955 |
| Daniel Hofstetter         | CL     | 1878–1882 | 1828 | 1910 |
| Johannes Hohl             | GL     | 1869–1873 | 1813 | 1878 |
| Jakob Kellenberger        |        | 1854–1857 | 1793 | 1873 |
| Albert Keller             | PRD    | 1935–1951 | 1885 | 1962 |
| Marianne Kleiner          | PRD    | 2003–2011 | 1947 |      |
| Jakob Langenauer          | PRD    | 1955–1971 | 1913 | 1981 |
| Jakob Konrad Lutz         | PRD    | 1899–1902 | 1841 | 1928 |
| Herbert Mäder             | Adl    | 1983–1995 | 1930 | 2017 |
| Johann Ulrich Meyer       | CL     | 1866–1869 | 1825 | 1868 |
| Johann Konrad Oertli      | GL     | 1857–1860 | 1816 | 1861 |
| Johannes Roth             | CL     | 1860–1866 | 1812 | 1870 |
| Johann Ulrich Schiess     | CL     | 1882–1883 | 1813 | 1883 |
| Erwin Schwendinger        | PSS    | 1955–1974 | 1911 | 1995 |
| Johann Conrad Sonderegger | GL/PRD | 1881–1899 | 1834 | 1899 |
| Johann Jakob Sonderegger  | PRD    | 1896–1905 | 1838 | 1905 |
| Johann Jakob Sturzenegger | CL     | 1883–1893 | 1836 | 1893 |
| Johann Jakob Sutter       | GL     | 1848–1853 | 1812 | 1865 |
| Johann Georg Tanner       | GL     | 1875–1878 | 1828 | 1897 |
| Johann Heinrich Tanner    | GL     | 1851–1854 | 1799 | 1875 |
| Titus Tobler              | GL     | 1854–1857 | 1806 | 1877 |
| Dorle Vallender           | PRD    | 1995–2003 | 1941 |      |
| David Zuberbühler         | UDC    | 2015-     | 1979 |      |
| Johannes Zuberbühler      | CL/PRD | 1890–1896 | 1837 | 1904 |
| Adolf Friedrich Zürcher   | CL     | 1857–1875 | 1820 | 1888 |

## Sources
- (de) Cet article est partiellement ou en totalité issu de l’article de Wikipédia en allemand intitulé « Liste der Nationalräte des Kantons Appenzell Ausserrhoden » (voir la liste des auteurs).
- « Banque de données recensant les membres des conseils depuis 1848 », Parlement suisse